# Pholidota longipes
Pholidota longipes là một loài thực vật có hoa trong họ Lan. Loài này được S.C.Chen & Z.H.Tsi miêu tả khoa học đầu tiên năm 1983.